# Władysława Habicht
Władysława Habicht (ur. 1 czerwca 1867 w Odporyszowie, zm. 2 kwietnia 1963) – polska działaczka społeczna, pionierka spółdzielczości mieszkaniowej, emancypantka.

## Życiorys
Córka pochodzącego z niemieckiego Księstwa Anhalt Wilhelma (1833–1898, powstaniec styczniowy, zarządca dóbr ziemskich hrabstwa tarnowskiego) i Wandy z domu Fihauser. Miała brata Kazimierza (1868–1943, generał Wojska Polskiego) i Ernesta (1874–195?, prawnik, dyplomata). Ukończyła szkołę przyklasztorną przy opactwie sióstr benedyktynek w Staniątkach. Następnie wraz z ojcem i rodzeństwem zamieszkała w Krakowie, gdzie przystąpiła do Towarzystwa Szkoły Ludowej, Związku Niewiast Katolickich, Obrony Narodowej i Kresów Zachodnich. W latach 1901–1931 pracowała jako telegrafistka i cesarsko–królewska manipulantka na Poczcie Głównej. W 1905 założyła Stowarzyszenie Urzędniczek Pocztowych Galicyjskich, w ramach którego udzielano pomocy ekonomicznej i reprezentowano interesy zawodowe jego członkiń. W 1913 uzyskano parcelę przy ulicy Sołtyka 4 w celu wybudowania domu mieszkalnego dla członkiń stowarzyszenia (przemianowanego na Towarzystwo Budowlane Urzędniczek Pocztowych), zyskano też prawo do urlopów, lepsze warunki płacowe, zaliczenie do emerytury stażów w prywatnych towarzystwach telegraficznych.
Działała również w sprawie przyznania praw wyborczych kobietom – po ich uzyskaniu kandydowała bezskutecznie do Sejmu. Po odzyskaniu przez Polskę niepodległości prowadziła dla pracownic poczty akcje uświadamiające politycznie, prowadziła zbiórki pieniędzy na cele legionowe, obronne i plebiscytowe. W 1934 doprowadziła do budowy drugiego domu spółdzielczego przy ulicy Syrokomli 19B.
Pochowana w grobowcu rodzinnym na cmentarzu Rakowickim (kwatera: N, rząd: zach., miejsce: 3).

## Odznaczenia
- Śląska Odznaka Plebiscytowa
- Srebrny Krzyż Zasługi
- Złota Odznaka Spółdzielcza[1]